# VFTS 352
VFTS 352 is een 'contactdubbelster' in de Tarantulanevel op zo'n 160.000 lichtjaren.
Het is de heetste en grootste dubbelster die ooit gespot werd, ongeveer zestig keer zo groot als de zon en met een oppervlaktetemperatuur van bijna tien keer zo hoog. Beide sterren zijn ongeveer even groot en bevinden zich zo dicht bij elkaar dat 30% van hun materiaal gemeenschappelijk is. De kernen zijn ongeveer 12 miljoen kilometer van elkaar verwijderd. Het is echter geen 'vampierster', wetenschappers spreken van 'kussende sterren'. Het is een van de weinige voorbeelden van een grote dubbelster die een interne vermenging vertoont.
Wetenschapper zien twee mogelijke scenario's voor de dubbelster. Ofwel zullen beide kernen over ongeveer 100.000 jaar versmelten tot een gigantische ster die uiteindelijk zal ontploffen als een gammaflits. Ofwel zullen ze traag maar zeker inkrimpen en niet volledig versmelten. Ze zouden dan een supernova-explosie ondergaan en twee zwarte gaten worden, die steeds dichter om elkaar zullen draaien om alsnog met elkaar te versmelten, eveneens met een grote explosie, die een bron is van Zwaartekrachtgolven.